# Dalto
Dalto (voluit De Aanval Leidt Tot Overwinning) is een Nederlandse korfbalvereniging uit Driebergen die uitkomt in de Korfbal League 2. De vereniging werd opgericht op 1 april 1953.

## Club

### Oprichting
Eerder werd Dalto onder dezelfde naam al opgericht in 1933, maar werd in 1942 verboden. In 1947 werd de vereniging weer actief, maar pas in 1950 werd weer aan de competitie deelgenomen. In 1952 ging Dalto opnieuw ter ziele, om een half jaar later te worden heropgericht.

### Naamgeving
Vanaf 2006 was DSB Bank de naamsponsor en heette de club "Dalto/ DSB Bank". De bank ging later failliet. Medio 2012 heeft Dalto in BNApp.nl een nieuwe hoofdsponsor gevonden. Sindsdien ging de club officieel door het leven als Dalto/BNApp.nl. Vanaf seizoen 2017/18 tot heden wordt de club gesponsord door Klaverblad Verzekeringen, waardoor alle teams voortaan voluit Dalto/Klaverblad Verzekeringen heten. Daarnaast is het ook op het wedstrijdshirt van het vlaggenschip te zien.

### Schoolkorfbal
Elk jaar organiseert Dalto in mei voor alle basisscholen uit het dorp Driebergen-Rijsenburg het schoolkorfbaltoernooi. Tijdens deze sportieve middag komen er zo'n 500 kinderen naar de club. De jongste kinderen maken kennis met korfbal door middel van spelletjes. De oudere kinderen spelen wedstrijden tegen elkaar in competitieverband. De winnaar mag Driebergen vertegenwoordigen op het provinciaal schoolkorfbaltoernooi.

### D-Side
Dalto staat in de korfbalwereld bekend om haar fanatieke aanhang. De D-Side zorgt er al sinds jaar en dag voor dat elke thuiswedstrijd in Hoenderdaal bol staat van de sfeer. De supportersvereniging staat vooral bekend om hun sfeeracties. Naast de thuiswedstrijden kan het vlaggenschip ook vaak op support rekenen bij uitwedstrijden. Daarnaast is de D-Side te vinden bij jeugd NK's, (kruis) finales en beslissingswedstrijden van al hun teams.
In 2007 heeft SBS6, met Yvonne van Gennip als presentatrice, een reportage uitgezonden over het supporterslegioen van Dalto.

## Accommodaties
Dalto beschikt over twee accommodaties, een voor de veldseizoenen en een voor het zaalseizoen.

### Veldseizoen
Voor de veldseizoenen spelen en trainen alle teams op Sportpark de Woerd, gelegen langs afrit 20 van de A12. Hier is ook het voetbal, rugby en karten te vinden. Sinds 2013 liggen daar drie kunstgrasvelden: twee met afmeting 20×40 meter en 1 veld met afmeting 30×60 meter. Het hoofdveld beschikt over een tribune voor ongeveer 100 personen en een digitaal scorebord. Tevens beschikken alle velden over masten met LED verlichting. Sinds 2016 heeft de club een nieuwe accommodatie.

### Zaalseizoen
Het zaalseizoen wordt doorgebracht in Sporthal Hoenderdaal. Dit sportcomplex, dat wordt beheerd door de gemeente Utrechtse Heuvelrug heeft drie zalen die van elkaar gescheiden kunnen worden door wanden. Doordeweeks zijn alle zalen in gebruik voor het korfbal. Ook de thuiswedstrijden van alle teams worden hier op zaterdag afgewerkt. De tribune boven biedt plaats aan ongeveer 700 mensen, waarvan 250 voor een eventueel uitvak. Beneden is er plaats voor 500-600 mensen. Ook de D-Side bevindt zich beneden. Bij grote, belangrijke wedstrijden waar veel publiek op afkomt, is er de mogelijkheid om extra tribunes bij te plaatsen waardoor de capaciteit verhoogd kan worden tot ongeveer 2000 zitplaatsen. Meerdere malen is de NOS op bezoek geweest om de wedstrijden vast te leggen. In dit geval wordt een speciale vloer gelegd zodat de overige lijnen voor andere sporten verdwijnen.

## Veldcompetitie
Op het kunstgras wist Dalto in 2008 en 2011 de nationale titel te behalen. In 2008 was Dalto te sterk voor het thuisspelende PKC, terwijl de Dordtse fusieclub DeetosSnel in 2011 slachtoffer was van de Driebergse dadendrang.
Na een slecht verlopen veldseizoen 2018-2019 degradeerde Dalto uit de Ereklasse en kwam het ook op het veld uit in de op een na hoogste klasse, de Hoofdklasse.

### 2019-2020
Voor Dalto het eerste seizoen in de Hoofdklasse op het veld. 

## Korfbal League/Korfbal League 2

### 2005-2006
In het seizoen 2005-2006 werd voor het eerst de Korfbal League gespeeld. Dalto was van de partij en eindigde als vierde, waarna de halve finale tegen PKC werd gewonnen met 22 tegen 17. Daarna volgde de finale in Ahoy. Deze wedstrijd werd gespeeld tegen DOS'46. Dalto verloor kansloos in de finale (29-19) en eindigde zo als tweede. Wel eindigde de Daltospeler Bob de Jong in de mannelijke-topscorerslijst op de eerste plaats met 143 doelpunten. Aan de vrouwelijke kant van Dalto 1 eindigde Sietske van der Sande op de derde plaats met 65 doelpunten.

### 2006-2007
In het seizoen 2006-2007 eindigde Dalto als eerste in de Korfbal League, te weten met 31 punten; de nummer twee PKC volgde met 30 punten. Het gat met de nummer drie, Nic., was 7 punten (24 punten voor Nic.). In de halve finale moest Dalto uitkomen tegen het als vierde geëindigde DOS'46 (eindigde met 23 punten). Deze wedstrijd werd gespeeld over twee verschillende wedstrijden. Dalto verloor twee keer (de eerste keer met 24-25, de tweede keer met 22-27). De troostfinale werd daarna verloren van het nipt sterkere Nic. (27-26). Dalto eindigde dus als vierde.

### 2007-2008
Het seizoen 2007-2008 verliep zeker in het begin goed. Dalto eindigde op doelsaldo als tweede. De nummer één tot en met drie hadden 25 punten na achttien wedstrijden en de top drie werd bepaald door het doelsaldo. Hierdoor eindigde KZ als eerste, Dalto als tweede en DOS'46 als derde. Op de vierde plek met 23 punten eindigde PKC. In de halve finale moest Dalto het opnemen tegen DOS'46. Deze finale werd verloren doordat DOS'46 twee van de drie wedstrijden won. De daaropvolgende troostfinale werd gewonnen van PKC met 29 tegen 17. Zo eindigde Dalto als derde.

### 2008-2009
In het seizoen 2008-2009 eindigde Dalto weer als tweede, dit keer onder de nummer één DOS'46. Deze ploeg haalde 29 punten, Dalto 28, de nummer drie 26 en de nummer vier 25. In de halve finales moest Dalto het opnemen tegen KZ. Deze wedstrijd werd in twee potten van KZ verloren (de eerste keer met 22-16 en de tweede keer met 26-21). In de troostfinale nam Dalto het op tegen Fortuna. Deze wedstrijd werd verloren met 22 tegen 25 en dus eindigde Dalto dit keer als vierde. In de lijst van topscorers bij de heren stonden twee spelers van Dalto: op nummer vier Bob de Jong met 134 doelpunten en op de eerste plek Jos Roseboom met 162 doelpunten uit 21 wedstrijden.

### 2009-2010
Het seizoen 2009-2010 verliep weer goed voor Dalto. Dalto eindigde als tweede met 24 punten onder de nummer twee KZ (31 punten). De andere twee plaatsen voor de halve finales waren voor Fortuna (nummer drie met 23 punten) en PKC (nummer vier met 21 punten). In de halve finales moest Dalto het opnemen tegen Fortuna. Deze strijd werd makkelijk in twee wedstrijden van Fotuna gewonnen (26-18 en 25-19). In de finale moest Dalto het opnemen tegen KZ, dat net iets te sterk voor de Driebergenaren bleek (20-22). Zo werd Dalto voor de tweede keer in de Korfbal League tweede. Ook in het seizoen 2009-2010 stonden er weer twee spelers van Dalto in de lijst van topscorers bij de heren, dit waren net als het jaar ervoor Jos Roseboom (nummer één met 151 doelpunten) en Bob de Jong (nummer vijf met 128 doelpunten).

### 2010-2011 tot en met 2012-2013
In de jaren 2010 tot en met 2013 ging het minder met Dalto in de Korfbal League. De punten waren na de eerste paar succesvolle jaren tegenvallend. In het seizoen 2010-2011 behaalde de ploeg de achtste plaats waarmee het net veilig was. Het daaropvolgende seizoen (2011-2012) verliep weer een stuk beter. Dalto eindigde als vijfde en liep daarmee nipt de halve finales mis. Het seizoen 2012-2013 verliep weer minder. De Driebergenaren eindigden als zevende en stonden daarmee aan de onderkant van de middenmoot.

### 2013-2014
Achteraf gezien was dit het laatste goede seizoen voor Dalto in de Korfbal League. De ploeg eindigde nipt op doelsaldo op de vierde plek (met 19 punten). Boven Dalto stond op de eerste plek TOP (34 punten), de tweede plek was voor PKC (29 punten) en de derde plaats voor Fortuna (25 punten). In de halve finale moest Dalto tegen de latere kampioen, TOP; de wedstrijd werd in twee potten kansloos verloren (20-27 en 17-27). In de troostfinale nam Dalto het op tegen Fortuna. Deze werd verloren met 26 tegen 30. Dit was tot nu toe de laatste keer dat Dalto in de finale stond.

### 2014-2015 en 2015-2016
In het seizoen 2014-2015 eindigde Dalto nipt boven de degradatiezone, de achtste plek met dertien punten. Wel was er een lichtpuntje: Daltospeelster Barbara Brouwer was dat seizoen de meest scorende dame van de competitie (76 doelpunten).
Het seizoen 2015-2016 zou het laatste seizoen worden van Dalto in de Korfbal League. De ploeg eindigde op de tiende plek en degradeerde direct naar de Hoofdklasse. Na elf seizoenen kwam er een einde aan dit tijdperk. Dalto wist nooit de Korfbal League te winnen. Wel behaalde de club twee keer de finale, maar de ploeg werd elke keer verslagen. De troostfinale werd door Dalto vier keer gespeeld en maar één keer gewonnen: in het seizoen 2007-2008.

### 2020-2021
Door het coronavirus werd de Korfbal League een competitie van twaalf teams in plaats van de traditionele tien. Dit betekende dat Dalto door een beslissing van de KNKV mocht promoveren aangezien de club eerste was geworden in het reguliere seizoen van de Hoofdklasse in 2019-2020. In de loop van het seizoen werd duidelijk dat er geen degradatie zou zijn aangezien er in de Hoofdklasse niet werd gespeeld. De Korfbal League was uitgezonderd van de beperkingen op de sport tijdens het coronavirus, maar de Hoofdklasse viel niet onder deze regeling. Dalto werd dit seizoen vijfde in poule B van de opgesplitste Korfbal League met vier punten (W2 - V8). Dit gaf geen recht op play-offs, deze is enkel voor de bovenste vier in beide poules.

### 2021-2022
Ook in dit seizoen waren de coronamaatregelen nog te merken. In wederom twee poules van zes teams werd de competitie afgetrapt, met de wetenschap dat er van de twaalf teams drie rechtstreeks degraderen en één team moest via play-downs handhaving veiligstellen. De Korfbal League kreeg een unieke opzet met een reguliere competitie en een kampioens- en degradatiepoule. De bovenste drie van de beide reguliere competities gingen naar de kampioenspoule en de onderste drie naar de degradatiepoule. De punten die je had behaald tegen de andere twee teams die meegaan naar de kampioens/degradatiepoule neem je mee. Voorbeeld: Team A wordt eerste in de reguliere competitie en wint daarin alle wedstrijden van de nummer twee en drie. Team A gaat dus met acht punten (vier overwinningen van twee punten) naar de kampioenspoule. 
Voor Dalto was het, vooral in het begin van de competitie, een zwaar seizoen. Door veel coronabesmettingen binnen de selectie kon er zelden een vast team opgesteld worden. De ploeg eindigde onderaan in de reguliere competitie met 2 punten. Deze waren behaald tegen een tegenstander die naar de kampioenspoule ging, waardoor deze punten kwamen te vervallen en Dalto zo met nul punten begon in de degradatiepoule. De eerste wedstrijd tegen Groen Geel in Wormer ging verloren waardoor de situatie uitzichtloos leek en degradatie zo goed als zeker, maar door overwinningen op TOP (thuis) en Oost-Arnhem (uit) was er toch weer hoop. In een spannend duel in Driebergen speelde Dalto op 17 maart tegen Groen Geel. Deze wedstrijd werd verloren waardoor degradatie uit de Korfbal League een feit was. Dalto won nog wel van Oost-Arnhem (thuis) en TOP (uit) maar had een te grote achterstand op de concurrentie. Dalto eindigde uiteindelijk als vierde in de degradatiepoule (W4 - V2). 

### 2022-2023
In het seizoen 2022-2023 werd er in het zaal korfbal een nieuwe klasse geïntroduceerd: de Korfbal League 2. De klasse tussen de Korfbal League en de Hoofdklasse moet zorgen voor meer spanning en verrassing op het hoogste niveau. Dalto kwam na de degradatie uit de Korfbal League in deze klasse terecht. Na de reguliere competitie staat Dalto bovenaan na zestien gespeelde wedstrijden. Er werd alleen in eigen huis van Tempo en DSC verloren. In de kruisfinale wint Dalto van TOP (Sassenheim). De ploeg had slechts twee van de drie best of three's nodig om te beslissen. In de finale staat de ploeg tegenover HKC in de uitverkochte hal van PKC in Papendrecht. Dalto verliest deze wedstrijd met 18-19. Daardoor is de enige kans op promotie winnen over drie wedstrijden van korfbal league ploeg groen-geel. Dalto verliest echter de eerste twee wedstrijden waardoor het promotie misloopt en volgend seizoen weer terugkeert in de korfbal league 2. 

### 2023-2024
Vanaf het seizoen 2023-2024 staat het Driebergse vlaggenschip onder een andere leiding; Barry Schep maakt de overstap naar Blauw-Wit en Jesper Oele schuift op om de nieuwe hoofdtrainer te worden. David Fokker krijgt de rol als assistent-coach. Ook het tweede krijgt nieuwe stafleden: Leen Willems met als assistent Maurice Lindenaar. Voor ieder geldt dat men zich voor meerdere jaren aan Dalto verbindt. 

## Hoofdklasse (Zaal)

### 2016-2017
In het seizoen 2016-2017 eindigde de Driebergse ploeg als tweede in Hoofdklasse A onder de nummer één Nic. Door tweede te worden speelde Dalto een play-off tegen KCC uit Capelle aan den IJssel. Dit houdt in dat er thuis-uit-thuis of uit-thuis-uit drie wedstrijden worden gespeeld, afhankelijk van de stand op de ranglijst. Na ingemaakt te zijn in de uitwedstrijd (35-24) werd thuis toch nog een overwinning (19-17) geboekt waarmee een beslissende wedstrijd werd afgedwongen. Deze werd verloren met 17-15, waardoor Dalto in het seizoen 2017-2018 weer actief was in de Hoofdklasse.

### 2017-2018
Het seizoen 2017-2018 eindigde Dalto als tweede in de Hoofdklasse B onder DeetosSnel. Door tweede te worden dwong Dalto de play-offs af. Deze werden gespeeld tegen Groen Geel, dat als eerste was geëindigd in de Hoofdklasse A. Dalto won de play-off in twee wedstrijden (in de eerste met 32-32, in de tweede met 42-40). Daarna volgde de finale tegen DeetosSnel; deze werd verloren met 25-26. Hiermee bleef Dalto ook het volgde jaar weer actief in de Hoofdklasse en promoveerde DeetosSnel naar de Korfbal League.

### 2018-2019
Het seizoen 2018-2019 verliep spannend in de Hoofdklasse B was er een hevige strijd om de eerste twee plaatsen, die recht geven op de play-offs. Tot in de laatste speelronde konden nog drie clubs deze twee plekken pakken: AW.DTV, KV Wageningen en Dalto. In de laatste wedstrijd moest Dalto thuis tegen AW.DTV. Deze wedstrijd werd verloren, waarmee de club als derde eindigde en AW.DTV en KV Wageningen naar de play-offs doorstroomden. Uiteindelijk verloren deze ploegen allebei de play-off en promoveerde Groen Geel naar de Korfballeague.

### 2019-2020
Voor het seizoen 2019-2020 wilde Dalto een nieuwe weg inslaan en trok de club een nieuwe hoofdtrainer aan, Barry Schep. De eerste zes wedstrijden onder het gezag van Schep verliepen zonder puntenverlies, op 19 oktober 2019 verloor Dalto in de zevende wedstrijd de ongeslagen positie. De overige wedstrijden werden wel gewonnen, waardoor Dalto zich kroonde tot de kampioen uit de Hoofdklasse B en daarmee een ticket ontving voor de play-offs van de Korfbal League.
Echter werden deze play-offs nooit gespeeld, in verband met de uitbraak van het coronavirus. Hierdoor heeft de KNKV op 23 april 2020 besloten om de nummers één uit de Hoofdklasse A en B te laten promoveren. Het gevolg hiervan was dat Dalto en KCC zich plaatsten voor de Korfbal League, en deze voor één seizoen uit twaalf teams in plaats van tien bestond.

## Selectie (2023-2024)
| Mannen               | Nationaliteit | Vrouwen             | Nationaliteit |
| -------------------- | ------------- | ------------------- | ------------- |
| Micha Batenburg      | NED           | Annelotte Bijlsma   | NED           |
| Kris Boere           | NED           | Karin van den Brink | NED           |
| Gideon Gort          | NED           | Yoni Bulterman      | NED           |
| Thijs van de Griendt | NED           | Enza Bulterman      | NED           |
| Twan van Huisstede   | NED           | Fenna Cavelaars     | NED           |
| Kjell Jacobi         | NED           | Anne Dorsman        | NED           |
| Mathijs den Ouden    | NED           | Anne van de Griendt | NED           |
| Mats Rodenburg       | NED           | Joni ter Hoeve      | NED           |
| Yannick Schild       | NED           | Lotte Keuning       | NED           |
| Rene Siedsma         | NED           | Fleur Kroes         | NED           |
| Justin Straatman     | NED           | Quinty Stahli       | NED           |
| Casper Zoontjes      | NED           | Quinty Schild       | NED           |
| Renske Wien          | NED           | Mark Brouwer        | NED           |

## Erelijst
| Nationaal                                                         |    | |
| Nederlands veldkampioen Ereklasse                                 | 2x | 2007-2008, 2011-2012                                                                                     |
| Top 3 noteringen Korfbal League (in de competitie)                | 4x | 1ste (2006-2007), 2de (2007-2008), 2de (2008-2009), 2de (2009-2010)                                      |
| Podium plaatsen Korfbal League (na de finales)                    | 2x | 3de (2007-2008), 2de (2009-2010)                                                                         |
| Top 3 noteringen Hoofdklasse/Korfbal League 2 (Zaal) * = promotie | 6x | 2de (2016-2017), 2de (2017-2018), 3de (2018-2019), 1ste (2019-2020)*, 2de (2022-2023), 1ste (2024-2025)* |

## Competitieresultaten
Zaalcompetitie 2005-2022
| 4 KL |

| 1 KL |

| 2 KL |

| 2 KL |

| 2 KL |

| 8 KL |

| 5 KL |

| 7 KL |

| 4 KL |

| 8 KL |

| 10** KL |

| 2 HK |

| 2 HK |

| 3 HK |

| 1* HK |

| 10 KL |

| 11** KL |

| 2 KL2 |

| 6 KL2 |

| 1* KL2 |

| Hoofdklasse | Korfbal League | Korfbal League 2 | * Promotie | ** Degradatie |